# Myriactis
Myriactis là một chi thực vật có hoa trong họ Cúc (Asteraceae).

## Loài
Chi Myriactis gồm các loài: